# Cantón de Pamiers-Oeste
El cantón de Pamiers-Oeste era una división administrativa francesa, que estaba situada en el departamento de Ariège y la región de Mediodía-Pirineos.

## Composición
El cantón estaba formado por once comunas, más una fracción de la comuna que le daba su nombre:
- Benagues
- Bézac
- Escosse
- Lescousse
- Madière
- Pamiers (fracción)
- Saint-Amans
- Saint-Jean-du-Falga
- Saint-Martin-d'Oydes
- Saint-Michel
- Saint-Victor-Rouzaud
- Unzent

## Supresión del cantón de Pamiers-Oeste
En aplicación del Decreto n.º 2014-174 de 18 de febrero de 2014, el cantón de Pamiers-Oeste fue suprimido el 22 de marzo de 2015 y sus 12 comunas pasaron a formar parte del nuevo cantón de Pamiers-1.